# Coupe Memorial 1938
Navigation
Édition précédente Édition suivante
La finale de l'édition 1938 de la Coupe Memorial est présentée au Maple Leaf Gardens de Toronto en Ontario. Le tournoi est disputé dans une série au meilleur de cinq rencontres entre le vainqueur du trophée George T. Richardson, remis à l'équipe championne de l'est du Canada et le vainqueur de la Coupe Abbott remis au champion de l'ouest du pays.

## Équipes participantes
- Les Generals d'Oshawa de l'Association de hockey de l'Ontario, en tant que vainqueurs du trophée George T. Richardson.
- Les Seals de Saint-Boniface de la Ligue de hockey junior du Manitoba en tant que vainqueurs de la Coupe Abbott.

| Match | Date     | Vainqueur               | Résultat | Perdant                 | Lieu                         |
| ----- | -------- | ----------------------- | -------- | ----------------------- | ---------------------------- |
| 1     | 9 avril  | Generals d'Oshawa       | 3-2      | Seals de Saint-Boniface | Maple Leaf Gardens (Toronto) |
| 2     | 12 avril | Seals de Saint-Boniface | 4-0      | Generals d'Oshawa       | Maple Leaf Gardens           |
| 3     | 14 avril | Generals d'Oshawa       | 4-2      | Seals de Saint-Boniface | Maple Leaf Gardens           |
| 4     | 16 avril | Seals de Saint-Boniface | 6-4      | Generals d'Oshawa       | Maple Leaf Gardens           |
| 5     | 19 avril | Seals de Saint-Boniface | 7-1      | Generals d'Oshawa       | Maple Leaf Gardens           |

## Effectifs
Voici la liste des joueurs des Seals de Saint-Boniface, équipe championne du tournoi 1938 :
- Entraîneur : Mike Kryschuk
- Joueurs : Herb Burron, Patch Couture, George Gordon, Hermie Gruhn, Berthold Janke, Frank McCool, Bill McGregor, Jack Messett, Billy Reay, Jack Simpson, Wally Stanowski et Doug Webb.